# Mi vida en naranja
My Life in Orange: Growing Up with the Gurú (Mi vida en naranja: creciendo con el gurú) es la historia de un niño que creció dentro del Movimiento osho dirigido por Osho (Bhagwan Shri Rashnísh). El libro es una historia autobiográfica del autor, Tim Guest, escrita años después de sus experiencias, a la edad de 27 años.
El libro fue publicado en 2004 por Granta Books. El título del libro hace referencia a la «gente naranja» ―que era como se conocía a los miembros del Movimiento osho por color de sus vestimentas―.
Guest describe cómo se inició su madre, quien fue educada estrictamente en el catolicismo, tras escuchar una cinta de Osho después de un periodo de experimentación con sexo y drogas. Empezó a teñir de naranja todas sus ropas, tomó el nombre de Ma Prem Vismaya, y Yogesh para su hijo, y se trasladó a una comuna del Movimiento osho cerca de Bombay. La madre de Guest se mudó a varias comunas diferentes, y tuvo puestos de liderazgo dentro del movimiento, finalmente llegó a dirigir una comuna en Suffolk. Guest cuenta cómo sentía la ausencia de su madre durante este tiempo, y describe las controvertidas condiciones de su vida con otros niños en los diversos ashrams. Guest y su madre se trasladaron a la comuna de Oregón en una finca de 260 km², pero su madre fue relegada de su puesto y enviada a vivir a una comuna diferente en Colonia (Alemania). Después su familia se separaría del Movimiento osho y regresó al norte de Londres, donde cada uno de ellos tuvo dificultades para reintegrarse en la sociedad.
Mi vida en naranja recibió críticas principalmente positivas, y fue destacada en la lista de los 20 principales libros de no-ficción por The Daily Telegraph, y en la lista de los «cincuenta mejores libros para la playa» por The Independent.
Kirkus Reviews calificó al libro de «una crónica muy desagradable del maligno abandono de los niños por parte de personas que buscaban el cielo, pero que fabricaron un infierno», y William Leith de New Statesman lo describió como «un excelente estudio de lo que sucede cuando un líder carismático entra en contacto con un grupo de personas deprimidas y sin rumbo».
Publishers Weekly lo calificó de «un libro cautivador sobre la supervivencia y las buenas intenciones que salieron mal».

## Autor
Tim Guest asistió a la universidad de Sussex donde estudió psicología, y obtuvo un máster en escritura creativa de la universidad de Anglia del Este.
Guest fue periodista para The Guardian y The Daily Telegraph.
Después de la publicación de Mi vida en naranja, Guest escribió un libro sobre el fenómeno de los mundos virtuales electrónicos y los videojuegos, titulado Second Lives: A Journey Through Virtual Worlds (Segundas vidas: un viaje por los mundos virtuales), publicado en 2008 por Random House.
El 31 de julio de 2009 Guest murió de un sospechoso ataque al corazón a los 34 años de edad.
Fue encontrado muerto por su esposa Jo, que a pesar de sus esfuerzos no consiguió reanimarlo.
Posteriormente se determinó que Guest había muerto de una sobredosis de morfina.

## Argumento
La madre de Tim Guest, Anne, nació en 1950 en una familia católica.
Estudió varios cursos de psicología en la universidad de Sheffield.
El padre de Guest era un psicólogo de la plantilla de la universidad.
Dio a luz a Tim Guest en 1975.
La madre de Guest se enamoró de otro hombre a los seis meses de su nacimiento.
Se convirtió en una feminista, estudió a Ronald David Laing, y experimentó con el sexo y las drogas.
La madre de Guest se hizo seguidora de Osho (Bhagwan Shri Rashnish) cuando Guest era pequeño, tras escuchar una cinta de casete de Osho que mostraba como texto de cubierta «Entrégate a mí, y te transformaré», se titulaba: «Meditación: el arte del éxtasis».
Osho enseñaba a sus seguidores su visión sobre la terapia caótica, la libertad sexual y el misticismo.
Ella introdujo a su hijo en el movimiento en 1979.
Allí ella recibió el nombre de Ma Prem Vismaya (‘Madre Amor Milagro’ en sánscrito), y empezó a teñir de naranja todas sus vestimentas.
En 1981 su madre lo llevó a vivir a un ashram dirigido por Osho en Pune (India).
Guest fue renombrado como Yogesh por Osho.
A medida que el Movimiento osho crecía en influencia y se hacía más polémico, la madre de Guest se comprometía cada vez más con el movimiento.
Guest se trasladó a diversas comunas osho, incluyendo la de Londres, Devon, India, Oregón y Alemania.
A veces Guest era trasladado a vivir en comunas sin su madre.
La madre de Guest estaba implicada en la dirección de la comuna y su padre vivía en los Estados Unidos.
Por ello fue criado por otros miembros del movimiento de Osho, y vivía con otros niños en los ashrams.
Su madre dirigía una comuna llamada Medina Rajnish, en Suffolk, y Guest fue a una escuela dirigida por la comuna en la cual no se impartía ninguna clase de historia.
Guest describe varias reglas que no le gustaban y que tenía que acatar mientras vivía en la comuna de Osho, incluyendo una dieta restringida y el culto obligatorio.
Se le quitaban libros y animales de peluche.
No pasaba mucho tiempo con su madre, porque ella trabajaba frecuentemente para el movimiento.
Cuando Osho se trasladó de India al estado de Oregón (en Estados Unidos), Guest y su madre se trasladaron también, y aunque Guest disfrutaba recorriendo la nueva comuna de 260 km² seguía queriendo pasar más tiempo con su madre.
Más adelante su madre fue relegada de su puesto por otros por otras dirigentes de la comuna, y enviada junto con Guest a una comuna de Colonia.
Guest tuvo dificultad para aprender alemán, y se pasaba el tiempo escondido detrás de una pila de colchones con un libro y jugando con sus bloques de Lego.
Él describe su infancia en el Movimiento osho como «en algún lugar entre Peter Pan y El señor de las moscas», y escribe que tenía 200 madres, pero que no pasaba tiempo con su propia madre.
De acuerdo a Guest, los líderes del grupo en el Movimiento osho a menudo iniciaban a las chicas de catorce y quince años en el sexo.
Guest y su madre dejaron el movimiento cuando él era un adolescente, y ella quemó todas sus ropas anaranjadas.
De hecho él lo dejó antes, cuando tenía 10 años, y llamó a su madre para informarla que se marchaba de la comuna para vivir con su padre en San Francisco (California).
Cuando su madre dejó el grupo, Guest volvió con ella al Reino Unido.
Guest, su madre y su padrastro Martin, se fueron al norte de Londres, y él comenzó el proceso de experimentar la adolescencia en una sociedad diferente a la del Movimiento osho.
Guest volvió a entrar en la sociedad a los 11 años, y se enfrentó a la confusión que le causó el contraste de las experiencias entre su infancia en el Movimiento osho y sus nuevas experiencias como adolescente en Londres.
Se matriculó en la Haverstock School en el norte de Londres, pero tuvo problemas con las drogas y el alcohol durante su adolescencia.
Tenía una relación difícil con su padrastro, y no había pasado mucho tiempo con él antes de mudarse a Londres.
Anne y Martín atravesaron por una etapa en el que creían ser seres de otro mundo, y leían libros sobre ovnis.
Guest cultivó su interés por la lectura, y se fue a estudiar en la universidad.

## Acogida
Mi vida en naranja recibió críticas principalmente positivas en publicaciones comerciales de libros y en los medios de comunicación. El crítico John Lahr de The New Yorker calificó a Mi vida en naranja como «una de las mejores autobiografías de la década».
The Daily Telegraph colocó al libro en su «lista de los 20 principales libros de no ficción» de las «mejores biografías, historias y memorias del año» para el 2004, y el The Independent destacó el libro entre sus «cincuenta mejores libros para la playa».
Una crítica en Reference & Research Book News comentaba que los participantes del Movimiento osho crearon «adultos como Guest quienes están marcados por el abandono que sufrieron en una infancia entre personas completamente absortas en sí mismas».
Kirkus Reviews describió el libro como «una crónica justificadamente inquietante del maligno abandono infantil por parte de personas que buscaron el cielo, pero que hicieron un infierno».
Mi vida en naranja fue destacada entre los «mejores libros para grupos de lectura» de Kirkus Reviews.
En su reseña del libro para M2 Best Books, Peter Haswell concluyó que: «Una lectura muy agradable y una fascinante visión sobre el funcionamiento de una comuna, junto con la gente, sus creencias y sus actitudes. A la vez divertido y triste. Algo prácticamente para todos».
El libro recibió una crítica favorable en New Statesman, y William Leith escribió: «Este es un excelente estudio de lo que sucede cuando un líder carismático entra en contacto con un grupo de personas deprimidas y sin rumbo. Lo siguen ciegamente. Le dejan hacer cualquier cosa».
Montagu Curzon de The Spectator escribió que «Guest hace un debut asombrosamente maduro (tiene 27 años) y tiene la excepcional habilidad de describir la infancia tal como la vive un niño pequeño: aceptando, indefenso, curioso».
Lois Kendall dio al libro una crítica positiva en Cultic Studies Review, y escribió: «El libro es profundo, aunque ligero y de fácil lectura, y es a la vez para aquellos que hayan tenido experiencias similares y quienes, estoy seguro, encontrarán consuelo en este libro, y para aquellos sin tal experiencia personal, que encontrarán el relato fascinante».
Publishers Weekly calificó a Mi vida en naranja como «Honesto e intenso, este es un libro cautivador sobre la supervivencia y las buenas intenciones que salieron mal».
Gillian Engberg de Booklist llamó al libro un «recuerdo conmovedor», y escribió: «Guest escribe con el sentido de precisión y moderación de un periodista, dejando que los detalles absurdos, incluso los chocantes, hablen por sí mismos».
Christopher Hart dio al libro una crítica positiva en The Sunday Times, y escribió: «La extraordinaria historia de la infancia de Tim Guest dentro de la comuna de Bhagwan, el conocido gurú indio, es un historia de supervivencia, conmovedora, divertida y sabia».
Una crítica en The Daily Telegraph comentó que «el principal fallo del libro, por lo demás un libro excelente, es la ausencia de personajes: incluso su madre da la impresión de ser más una historia que una persona».
«Mi vida en naranja, aunque ligeramente fragmentaria en su construcción, es una cautivadora obra de literatura, aún más convincente por hacer tantas preguntas como respuestas y porque el autor rehúsa dar pena», escribió Geraldine Bedell en una reseña del libro en The Observer.
El director del Cheltenham Festival de Literature, Christopher Cook, describió a Mi vida en naranja como «el relato más extraordinario de su infancia y el escrito más valiente que he leído en mucho tiempo».
Sudipta Datta del Indian Express describió el libro como «un retrato del pasado que al ashram de Osho podría no encantarle».
Datta menciona que después de haber estado molesto con su madre y Osho, Guest se había reconciliado con su familia, reclamando así su infancia y llegando a ver a Osho como un «granuja adorable que se escapó haciendo lo suyo».
Catherine A. Powers de The Boston Globe calificó al libro como un «escrito conmovedor y magnífico sobre crecer en medio de [...] una cruel locura».
Michael E. Young, de The Dallas Morning News, dio al libro una crítica favorable, y escribió: «El libro ofrece un mirada dentro de los pensamientos de los seguidores, y examina la fina línea entre la espiritualidad y la locura, entre la religión y la secta».
Shane Hegarty de The Irish Times describió el libro como «una mezcla intrigante y a menudo jocosa de nostalgia sincera por los años 1980 y el delirio de la secta».